# مرکز ملی عقاب
مرکز ملی عقاب (به انگلیسی: National Eagle Center) یک مرکز آموزشی و تفسیری غیرانتفاعی است که در سواحل رودخانه می‌سی‌سی‌پی در واباشا، مینه‌سوتا، ایالات متحده واقع شده‌است که بر آموزش دربارهٔ عقاب‌ها و حوضه آبخیز رودخانه می‌سی‌سی‌پی بالا تمرکز دارد. علاوه بر فرصت‌هایی برای دیدن عقاب‌های وحشی در طول سال از عرشه‌های تماشا، عقاب‌های سرسفید غیرقابل رهاسازی و عقاب‌های طلایی در این مرکز و همچنین نمایشگاه‌های برهمکنشی دربارهٔ علم و تاریخ عقاب در نمایشگاه هستند.